# Frane Franić
Frane Franić (Kaštel Kambelovac, 29. prosinca 1912. – Split, 17. ožujka 2007.), hrvatski svećenik, splitski i makarski biskup (1954. – 1969.) i splitsko-makarski nadbiskup i metropolit (1969. – 1988.), aktivni sudionik Drugog vatikanskog koncila (1962. – 1965.) i član službenih saborskih komisija.  

## Životopis
Rodio se 29. prosinca 1912. godine u Kaštel Kambelovcu. Osnovnu školu pohađao je u rodnomu mjestu, od 1919. do 1923., a u Biskupskomu sjemeništu klasičnu gimnaziju s pravom javnosti, od 1923. do 1931. U Splitu je, u Centralnoj bogoslovnoj školi, upisao i završio filozofske i teološke studije. Za svećenika je zaređen 25. prosinca 1936. u Splitu.
Godine 1938. otišao je na poslijediplomski studij u Rim, gdje je, na Papinskomu sveučilištu Gregorijani, studirao dogmatsko bogoslovlje. Godine 1941. doktorirao je bogoslovne znanosti, obranom disertacije pod naslovom De iustitia originali et peccato originali secundum I. Duns Scotum.
Nakon povratka iz Rima, obnašao je razne dužnosti u Splitu. Dugi niz godina bio je profesor filozofije, latinskog i vjeronauka splitske Visoke bogoslovne škole, kapelan zatvora Sv. Roka (1941. – 1943.),  prefekt u Sjemeništu (1942. – 1945.), knjižničar u malom Sjemeništu te podravnatelj i ravnatelj Centralnoga bogoslovnog sjemeništa (1945. – 1956.).
Posvećen je za pomoćnog biskupa 17. prosinca 1950. godine i otada je djelovao kao generalni vikar. Godine 1954. ustoličen je za splitsko-makarskog biskupa. Kada je papa Pavao VI. bulom Qui vicariam od 27. srpnja 1969. godine uspostavio Splitsko-makarsku nadbiskupiju i metropoliju, Franić je uzdignut na čast rezidencijalnog nadbiskupa i metropolita. Na čelu Splitsko-makarske nadbiskupije ostao je do umirovljenja, 16. listopada 1988. godine.
Uoći početka Drugog vatikanskog sabora bio je član Teološkoga pripravnog povjerenstva (1960. – 1962.), a na Saboru je bio član saborskoga Doktrinarnog povjerenstva (1962. – 1965.). Po završetku Sabora bio je vanjski član rimske Kongregacije za sakramente i bogoštovlje (1968. – 1973. i 1975. – 1980.) i Kongregacije za proglašenje svetaca (1975. do 1985).
Kao splitski nadbiskup, sazvao je u Splitu pedeset i petu splitsku sinodu (1986. – 1987.), a tekstove sinode objavila je Crkva u svijetu pod naslovom "Crkva danas i sutra". 
Godine 1953. obnovio je "Vjesnik Splitsko-makarske (nad)biskupije", surađivao je u brojnim časopisima i novinama, a objavio je: doktorsku disertaciju De iustitia originali et peccato originali secundum (Split, 1941.), skripta Povijest filozofije (Split, 1967. i 1972.), knjigu Putovi dijaloga (Split, 1973.), svoje saborske govore Interventus in Concilio Vaticano II (Split, 1975.), zbirku božićnih, korizmenih i uskrsnih propovijedi, poruka i poslanica, pod nazivom Bit ćete mi svjedoci (Split, 1996.), knjigu Crkva, stup istine - Uspomene na moje doktrine i na djelatnosti u II. vatikanskom saboru (Split, 1998.), knjige Putovi dijaloga (Split, 2000., pretisak) i Putovi dijaloga 2. (Zagreb 2001.).
Pokopan je u kripti konkatedrale sv. Petra u Splitu.

## Vanjske poveznice
- Preminuo nadbiskup Frane Franić - katolici.org  Arhivirana inačica izvorne stranice od 5. ožujka 2016. (Wayback Machine)
- Frane Franić  Arhivirana inačica izvorne stranice od 24. studenoga 2018. (Wayback Machine)

| Titule u Katoličkoj Crkvi           | Titule u Katoličkoj Crkvi               | Titule u Katoličkoj Crkvi                            |
| ----------------------------------- | --------------------------------------- | ---------------------------------------------------- |
| prethodnik Kvirin Klement Bonefačić | splitski i makarski biskup 1954.–1969.  | Biskupija uzdignuta na rang nadbiskupije-metropolije |
| Nova biskupija                      | splitsko-makarski nadbiskup 1969.-1988. | nasljednik Ante Jurić                                |